# Colchicum decaisnei
Colchicum decaisnei là một loài thực vật có hoa trong họ Colchicaceae. Loài này được Boiss. miêu tả khoa học đầu tiên năm 1882.